# Rio (Sesta Godano)
Rio è una frazione di 40 abitanti nel comune di Sesta Godano, nell'alta Val di Vara, in provincia della Spezia.

## Origine del nome
Il toponimo Rio deriva dalla posizione del borgo, in mezzo a diversi ruscelli e piccoli corsi d'acqua, in ligure chiamati appunto rii.

## Geografia fisica
Il paese si compone di tre agglomerati edilizi: Suarì (dal dialetto locale Sua - parte superiore e - rì, il nome del paese, ad indicare la zona più elevata del borgo), La Serra (dal dialetto locale la segheria) e La Costa, ossia la zona posta su un pendio.

## Storia
Il borgo di Rio ha origine medievale, come testimoniato dall'antico castello voluto dai Malaspina di Villafranca nel XIV secolo e trasformato poi dai Fieschi in palazzo. Nel 1562 il borgo passò sotto il dominio della Repubblica di Genova e nel 1637 la sua Podesteria assieme a quella di Groppo e Godano divenne enclave del Capitanato di Levanto.
Il potere politico rimase in riviera fino al periodo napoleonico durante il quale nacque il comune di Godano (divenuto poi Sesta a metà Ottocento), realizzatosi concretamente nel 1806 con l’aggregazione anche di Cornice, Groppo, Mangia e appunto Rio.
Nativo di Rio è l'artista Paolo De Nevi.

## Monumenti e luoghi d'interesse

### Architetture religiose
- Chiesa parrocchiale di Santa Giustina, ricordata nel secolo XIII nei Registri Vaticani come una filiale della Pieve di Robiano in Sesta Godano; la chiesa attuale è della fine del secolo XVIII: reca infatti sull’architrave della porta la data 1787.[5][2]
- Oratorio di Santa Lucia.[5]

### Architetture militari
- Castello di Rio.